# Selección de fútbol sub-23 de Túnez
La Selección de fútbol sub-23 de Túnez, conocida también como la Selección olímpica de fútbol de Túnez, es el equipo que representa al país en Fútbol en los Juegos Olímpicos y en el Campeonato Africano Sub-22, y es controlada por la Federación Tunecina de Fútbol.

## Estadísticas

### Juegos Olímpicos
Antes de Seúl 1988, véase la selección mayor.
- 1992 : No clasificó
- 1996 : Fase de grupos
- 2000 : No clasificó
- 2004 : Fase de grupos
- 2008 : No clasificó
- 2012 : No clasificó

### Campeonato Africano Sub-22
- 2009 : No clasificó
- 2011 : No clasificó
- 2013 : No clasificó